# Братан
Брата́н (болг. Братан) — село в Сливенській області Болгарії. Входить до складу общини Котел.

## Населення
За даними перепису населення 2011 року у селі проживали 8 осіб, усі — турки.
Розподіл населення за віком у 2011 році:
Динаміка населення: